# Гугуан
Гугуан (англ. Guguan) — остров в архипелаге Марианские острова в Тихом океане. Принадлежит Северным Марианским Островам и входит в состав муниципалитета Северные острова.

## География

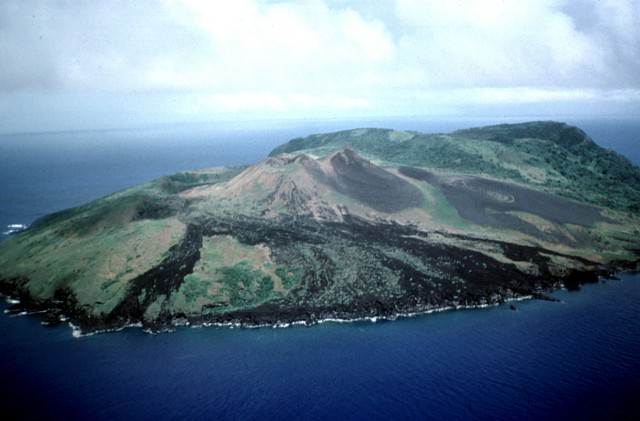
Вид на остров с воздуха

Остров Гугуан расположен в центральной части архипелага Марианские острова. Омывается водами Тихого океана. В 30 км к северу от острова расположен остров Аламаган, в 64 км к юго-западу — остров Сариган. Ближайший материк, Азия, находится в 2600 км.
Остров Гугуан, как и другие Марианские острова, имеет вулканическое происхождение и состоит из двух вулканических конусов и кальдеры с посткальдерным конусом: более старого на юге острова и более молодого на севере. Последний из них состоит из трёх соединённых конусов и кратера с брешью, через которую вытекает лава. Единственное зарегистрированное извержение Гугуана произошло между 1882 и 1884 годами, в результате которого сформировался северный вулкан острова. Время от времени извергается сера, которая придаёт вершине вулкана эффект снежной шапки, а в кратере образуется озеро. Рельеф острова гористый с крутыми склонами и глубокими ущельями. Берега обрывисты с базальтовыми скалами. Длина Гугуана составляет около 2,8 км, ширина — 2,3 км. Высшая точка острова достигает 301 м. Площадь Гугуана составляет 3,87 км².
Климат влажный тропический. На острове существует угроза вулканического извержения и циклона.
Южный вулканический конус покрыт тропическим лесом. На острове обитает самая большая популяций птиц Megapodius laperouse на северной группе Марианских островов.

## История
Европейским первооткрывателем острова стал испанец, католический миссионер Диего Луис де Санвиторес (исп. Diego Luis de Sanvitores), открывший Асунсьон в 1669 году. Остров впоследствии стал владением Испании.
12 февраля 1899 года Марианские острова были проданы Испанией Германии. В ходе исследования острова германским администратором Георгом Фритцем (нем. Georg Fritz) каких-либо следов пребывания в прошлом на Гугуане представителей народа чаморро обнаружено не было. С 1907 года Гугуан был частью Германской Новой Гвинеи, подчиняясь окружному офицеру Каролинских островов. В период с 1909 по 1912 года на Гугуане вёлся отлов местных птиц для получения перьев, которые впоследствии украшали шляпы японцев и европейцев.
14 октября 1914 года Марианские острова были оккупированы японцами. В 1920 году над островами был установлен мандат Лиги Наций.
В 1980 году Гугуан был объявлен заповедником.

## Население
Остров никогда не был обитаем.